# زندگی (فیلم ۱۹۶۴)
«زندگی» (انگلیسی: Zindagi) فیلمی هندی است که در سال ۱۹۶۴ منتشر شد. از بازیگران آن می‌توان به راجندرا کومار و ویجینتی مالا اشاره کرد.